# Кукутень (Яссы)
Кукуте́нь (Кукутени, рум. Cucuteni) — село в Румынии, в регионе Западная Молдавия, в 9 километрах к северо-западу от города Тыргу-Фрумос, в 52 километрах к северо-западу от города Яссы и в 325 километрах к северу от Бухареста. Административный центр одноимённой коммуны в жудеце Яссы. Находится на высоте 229 метров над уровнем моря, на одноимённой реке, правом притоке реки Бахлуец. Население 517 человек по переписи 2011 года.
В окрестностях села в конце XIX века было исследовано поселение Кукутень эпохи энеолита — бронзового века. Древнее поселение открыто фольклористом Теодором Бурада в 1884 году. Раскопки проводил в 1887—1887 гг. Григоре Буцуряну (Grigore Buțureanu, 1855—1907). В 1909—1910 гг. работы проводил немецкий учёный Губерт Шмидт. На основе материалов Кукутени и других памятников была выделена археологическая культура, получившая название культура Кукутень и входящая в археологическую общность (область) культура Триполье-Кукутень.
На окраине села Кукутень на холме Госан (Gosan) построен в 1984 году Музей археологического памятника Кукутень, который входит в Национальный музейный комплекс «Молдова». 10 тысяч гектаров коммуны являются Археологическим заповедником «Кукутень» (Rezervaţia arheologică Cucuteni).
Памятниками архитектуры в Кукутени являются Архангельская церковь (Biserica „Sf. Voievozi”) 1804 года и дом семьи Кантакузенов (Casele familiei Cantacuzino) XVII—XVIII вв.